# راجنار ماتسون
راجنار ماتسون (بالسويدية: Ragnar Mattson)‏ هو منافس ألعاب قوى سويدي، ولد في 5 يناير 1892، وتوفي في 5 ديسمبر 1965.

## وصلات خارجية
- راجنار ماتسون على موقع أوليمبيديا (الإنجليزية)
- راجنار ماتسون على موقع اللجنة الأولمبية السويدية (السويدية)